# Naparaie
Naparaie va ser una reina nubia d'Egipte de la dinastia XXV. Era filla del rei Piankhi i germana i esposa del rei Taharqa.
Es coneix el nom de Naparaie gràcies a la seva tomba a Al-Kurru (Ku. 3). A la seva piràmide s'hi va trobar una taula d'ofrenes d'alabastre (Khartum, núm. 191).
Va tenir diversos títols:
- Gran de la Gràcia (wrt im3t)
- Gran de Lloances (wrt hzwt)
- Dolça d'amor (bnrt mrwt)
- (gran?) Esposa del rei (hmt niswt (wrt?))
- Senyora de les Dues Terres (hnwt t3wy)
- Germana del Rei (snt niswt).